# Geopark GeoLoci
Zrušený národní geopark GeoLoci bylo přírodně, geologicky a historicky cenné území v Plzeňském kraji. Území geoparku zahrnovalo okres Tachov až po státní hranici s Bavorskem a katastr města Úterý v okrese Plzeň-sever. Geopark GeoLoci, který byl součástí mezinárodního Česko-bavorského geoparku, byl zapsán u Krajského soudu v Plzni jako obecně prospěšná společnost se sídlem na adrese Svojšín 1, PSČ 349 01 (adresa svojšínského zámku) dne 21. ledna 2009. V roce 2020 geopark neobhájil svůj certifikát a ze seznamu národních geoparků ČR byl vyřazen.

## Poslání geoparku
Posláním geoparku je především propojení místních subjektů, tj. obcí, jejich obyvatel a místních spolků, při péči o zajímavé lokality a objekty v regionu. Kromě ochrany geologického dědictví a dalších přírodních i historických fenoménů, v neposlední řadě o ochranu a popularizaci důkazů bohaté montánní historie na tomto území, se jedná především o soustavnou osvětovou činnost, včetně rozvoje poznávací turistiky a ekoturistiky.

## Hodnota území
Oblast geoparku se částečně překrývá s územím chráněných krajinných oblastí Český les a Slavkovský les. Nachází se zde řada maloplošných chráněných území – 16 přírodních památek a 18 přírodních rezervací. Dále jsou zde přírodní parky Hadovka a Úterský potok. Významným prvkem na tomto území jsou například rašeliniště, minerální prameny nebo křemenné žíly a další geologické jevy, vzniklé v důsledku hydrotermální mineralizace (například v prostoru někdejšího dolu Michal u Boněnova). Na území geoparku se nachází Hornické muzeum v Plané u Mariánských lázní, hornický skanzen se štolou Prokop ve Stříbře a pozůstatky dolování v okolí Michalových Hor.

## Národní geopark
Přípravy ustavení Geoparku GeoLoci spadají do prvních let 21. století. Již v roce 2004 byl zpracován katalog geologických zajímavostí daného území. Rok po oficiálním zapsání společnosti GeoLoci, o. p. s., byla 5. března 2010 podepsána smlouva o spolupráci mezi třemi subjekty, které jsou součástí Česko-bavorského Geoparku (tj. GeoLoci, o.p.s., Krajské muzeum Sokolov, p.o. a Geopark Bayern-Böhmen, e.V.). Dne 24. 5. 2012 byl Geoparku GeoLoci jako v pořadí čtvrtému geoparku na území České republiky přiznán titul „Národní geopark“.